# Лепешняк
Лепешняк (Glyceria) — рід трав родини тонконогових широковідомих як «манна-трава» (mannagrass) або, як називають у Великій Британії — «солодкі трави» (sweet-grass). Багаторічні трави з повзучим кореневищем поширені у вологих регіонах в помірних областях по всьому світу. Деякі «манна-трави» (mannagrasses) вважаються бур'янами, а інші перебувають під загрозою зникнення.

## Опис
Цей злак росте по сирим лукам, канавах і берегах річок та досягає 1 метр заввишки, з рідкісною однобокою волоттю колосків. У нього шорсткі довгі й досить широкі для злаку листки і повзуче кореневище.
У світло-зелених колосків дозрівають округлі, в 1 міліметр довжиною зернівки. Ці зернівки містять до 75 відсотків крохмалю і до 10 відсотків білків.

## Поширення
Ареал охоплює Північну Африку, Євразію, Австралію, Північну Америку й Південну Америку, оминаючи Амазонію. Росте у вологих місцях проживання.

## Використання людиною
Збирають зернівки в другу половину літа і варять. Виходить каша, що сильно розбухає, приємна на смак і поживна.
Найкращий смак дають насіння манника з обдертою оболонкою. Обдерти її можна на відповідно відрегульованому кавовому млинку. Отримана з манника крупа носить назву польської. Нею заправляють супи для слабких хворих, які потребують дієтичного харчування.
Манник латинською мовою називається «гліцерія» (Glyceria), що означає: «солодкий». І дійсно, зернівки манника і каша з них солодкі.

## Види
1. Glyceria acutiflora
2. Glyceria alnasteretum
3. Glyceria arkansana
4. Glyceria arundinacea
5. Glyceria australis
6. Glyceria borealis
7. Glyceria canadensis
8. Glyceria caspia
9. Glyceria chinensis
10. Glyceria colombiana
11. Glyceria declinata
12. Glyceria depauperata
13. Glyceria drummondii
14. Glyceria elata
15. Glyceria fluitans
16. Glyceria grandis
17. Glyceria insularis
18. Glyceria ischyroneura
19. Glyceria latispicea
20. Glyceria leptolepis
21. Glyceria leptorhiza
22. Glyceria leptostachya
23. Glyceria lithuanica
24. Glyceria maxima
25. Glyceria melicaria
26. Glyceria multiflora
27. Glyceria nemoralis
28. Glyceria notata
29. Glyceria nubigena
30. Glyceria obtusa
31. Glyceria occidentalis
32. Glyceria probatovae
33. Glyceria pulchella
34. Glyceria saltensis
35. Glyceria septentrionalis
36. Glyceria spicata
37. Glyceria spiculosa
38. Glyceria striata
39. Glyceria tonglensis
40. Glyceria voroschilovii

## Галерея

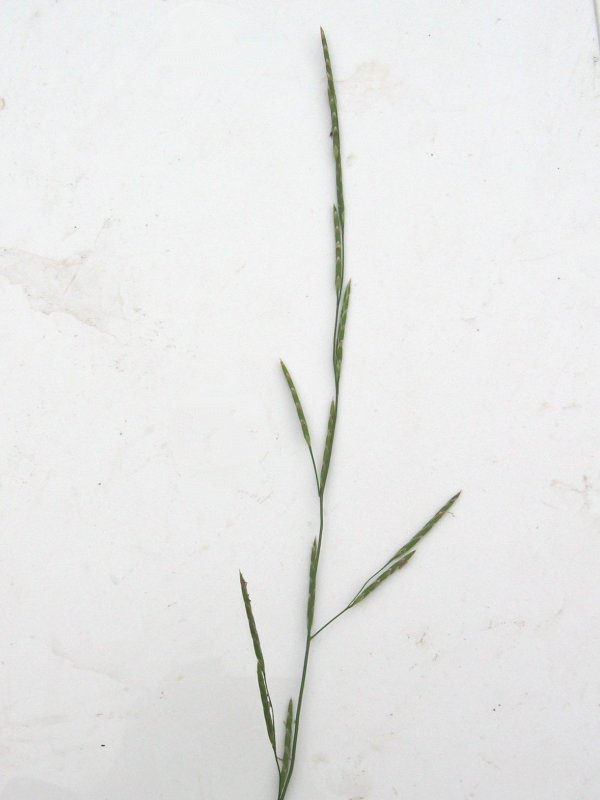
Glyceria fluitans
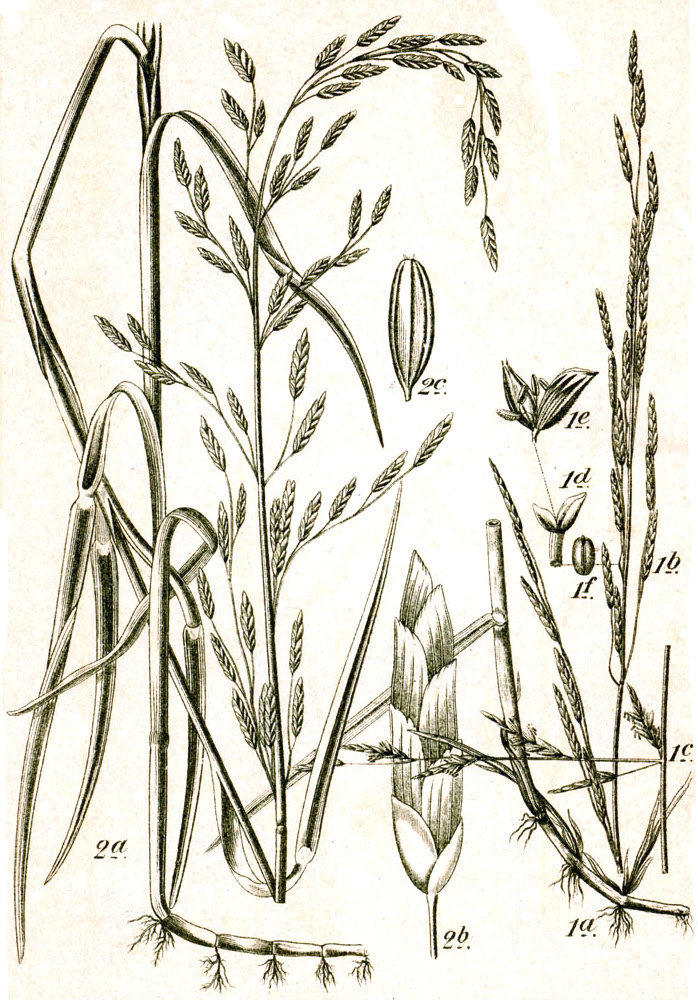
Glyceria fluitans та Glyceria notata
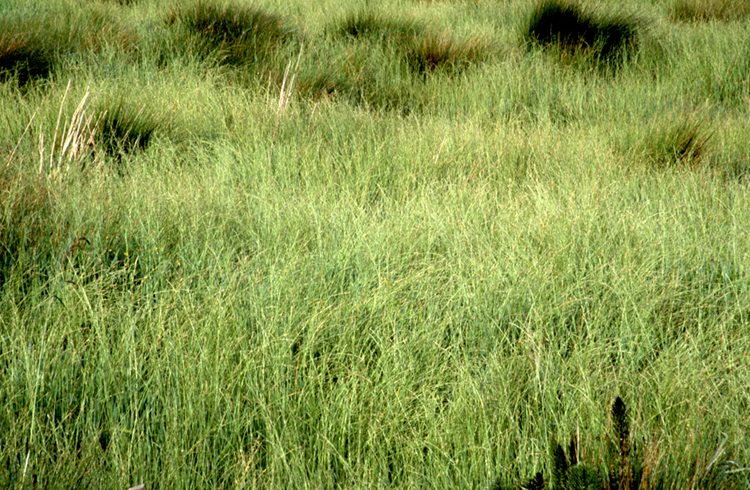
Glyceria occidentalis в національному заповіднику «Humboldt Bay», Каліфорнія